# Acamptoides
Acamptoides är ett släkte av skalbaggar. Acamptoides ingår i familjen vivlar.
Kladogram enligt Catalogue of Life:
| Acamptoides | \| \| Acamptoides angustus \| \| \| \| |
|             | \| \| Acamptoides angustus \| \| \| \| |
|             | Acamptoides angustus                   |
|             |                                        |